# Frode Syvertsen
Frode Hermann Syvertsen (* 14. Januar 1963 in Askøy) ist ein ehemaliger norwegischer Eisschnellläufer.

## Werdegang
Syvertsen, der für den SK Ceres aus Lillestrøm startete, wurde im Jahr 1983 norwegischer Juniorenmeister im Kleinen Vierkampf und errang zudem bei norwegischen Meisterschaften dreimal den dritten sowie viermal den zweiten Platz. International startete er erstmals in der Saison 1981/82 und nahm von 1985 bis 1989 am Eisschnelllauf-Weltcup teil, wobei er im Januar 1988 in Innsbruck mit dem siebten Platz über 5000 m seine einzige Top-Zehn-Platzierung im Weltcup erreichte. Zudem belegte er in der Saison 1987/88 bei der Mehrkampfeuropameisterschaft 1988 in Den Haag den 27. Platz und bei der Mehrkampfweltmeisterschaft 1988 in Alma-Ata den 34. Rang im Großen Vierkampf. Beim Saisonhöhepunkt, den Olympischen Winterspielen 1988 in Calgary, kam er jeweils auf den 33. Platz über 1500 m sowie 5000 m und auf den 21. Platz über 10.000 m. Letztmals international startete er bei der Mehrkampfeuropameisterschaft 1989 in Göteborg, wo er den 25. Platz im Großen Vierkampf errang.

## Erfolge

### Olympische Spiele
- 1988 Calgary: 21. Platz 10.000 m, 33. Platz 1500 m, 33. Platz 5000 m

### Mehrkampf-Weltmeisterschaften
- 1988 Alma-Ata: 34. Platz Großer Vierkampf

### Mehrkampf-Europameisterschaften
- 1988 Den Haag: 27. Platz Großer Vierkampf
- 1989 Göteborg: 25. Platz Großer Vierkampf

## Persönliche Bestleistungen
| Disziplin | Zeit         | Datum             | Ort        |
| --------- | ------------ | ----------------- | ---------- |
| 500 m     | 39,46 s      | 5. März 1988      | Alma-Ata   |
| 1000 m    | 1:20,70 min  | 28. November 1987 | Gol        |
| 1500 m    | 1:58,37 min  | 13. Februar 1988  | Calgary    |
| 3000 m    | 4:16,30 min  | 11. November 1984 | Inzell     |
| 5000 m    | 7:03,35 min  | 22. November 1987 | Heerenveen |
| 10.000 m  | 14:32,08 min | 13. Februar 1988  | Calgary    |